# USS San Juan (CL-54)
O USS San Juan foi um cruzador rápido operado pela Marinha dos Estados Unidos e a quarta embarcação da Classe Atlanta. Sua construção começou em maio de 1940 nos estaleiros da Bethlehem Shipbuilding e foi lançado ao mar em setembro de 1941, sendo comissionado na frota norte-americana em fevereiro do ano seguinte. Era armado com uma bateria principal de dezesseis canhões de 127 milímetros em oito torres de artilharia duplas, tinha um deslocamento carregado de mais de oito mil toneladas e alcançava uma velocidade máxima de mais de 32 nós.
O San Juan entrou em serviço no início da Segunda Guerra Mundial e foi logo enviado para dar apoio à Campanha de Guadalcanal, participando da Batalha das Ilhas Santa Cruz. Durante o ano seguinte o navio operou principalmente no Mar de Coral, também dando suporte para algumas ações ofensivas. Em 1944 envolveu-se em operações nas Campanhas das Ilhas Marianas e Palau e Filipinas, enquanto em 1945 participou das Batalhas de Iwo Jima e Okinawa e ataques contra o arquipélago japonês. Foi descomissionado em novembro de 1946 e desmontado em 1961.